# Тайюань
Тайюа́нь (кит. упр. 太原, пиньинь Tàiyuán) — городской округ в Китае, административный центр провинции Шаньси, стоит на реке Фэньхэ (бас. Хуанхэ). Западный и восточный берега реки связывают пять мостов.

## География

### Климат
Континентально-муссонный климат, зимой выпадает снег, но не много. Лето дождливое, весна сухая и ветреная. Осенью погода теплая и ясная. Среднегодовая температура 9,5 ℃.
Средняя температура января −6,4 ℃, июля +23,5 ℃. Морозы с середины октября до середины апреля, то есть около 140—190 дней. Годовое количество осадков — 500 мм.

## История
Тайюань — древняя столица, построенная Чжао Цзянцы (кит. трад. 趙簡子) около 500 года до н. э. и названная им Цзиньян (кит. трад. 晉陽). Город был переименован в Тайюань при империи Цинь. Из этого города были родом некоторые из китайских императоров, самым известным из которых является Ли Шиминь из империи Тан.
Изначально Цзиньян был одним из стратегических центров древнего царства Чжао. После того, как в 221 году до н. э. царство Цинь завоевало царство Чжао, город стал резиденцией командующего округом Тайюань. Такой же статус был у этого места и при империи Хань.
В VI веке, будучи второй столицей государств Восточная Вэй и Северная Ци, город сильно вырос и стал крупным центром буддизма.
В 562 году был построен новый город, позднее — во время империи Тан (733 год) — он был присоединен к старому городу.
Старейшее из существующих зданий в городе — это Храм Богини (кит. 聖母殿) внутри комплекса Цзинь Цы; он был построен в 1023 году и реконструирован в 1102 году.
В городе несколько раз случались сильные наводнения: в 453 году до н. э., 969 году и др. В 1125 году Тайюань был почти полностью разрушен во время войны.
25 сентября 1303 года сильное землетрясение разрушило почти все здания и инфраструктуру; погибло до половины местных жителей.
Во время империи Мин (1568 год) была заново отстроена городская стена.
В XX веке после Синьхайской революции город оказался под контролем милитариста Янь Сишаня. В эпоху милитаристских междоусобиц он сумел остаться в стороне от большинства конфликтов, в результате чего Тайюань смог развиваться в мирной обстановке. В 1936 году Янь Сишань тайно договорился с коммунистами о создании единого фронта против японской агрессии, и когда в 1937 году началась японо-китайская война — гоминьдановцы и коммунисты вместе сражались против японцев на подступах к Тайюани. Однако в ноябре 1937 года Тайюань всё-таки был оккупирован японцами, которые оставались здесь до конца войны.
В 1945 году после капитуляции Японии город вновь перешёл под контроль Янь Сишаня, который во время гражданской войны стал сражаться против коммунистов на стороне Чан Кайши. Тайюань был занят коммунистами лишь в 1949 году.

## Административно-территориальное деление
Городской округ Тайюань делится на 6 районов, 1 городской уезд, 3 уезда:
| Карта | #              | Статус      | Название | Иероглифы      | Пиньинь | Население (2003, прим.) | Площадь (км²) | Плотность населения (/км²) |
| ----- | -------------- | ----------- | -------- | -------------- | ------- | ----------------------- | ------------- | -------------------------- |
|       |                |             |          |                |         |                         |               |                            |
| 1     | Район          | Синхуалин   | 杏花岭区 | Xìnghuālǐng qū | 530 000 | 170                     | 3118          |                            |
| 2     | Район          | Сяодянь     | 小店区   | Xiǎodiàn qū    | 470 000 | 295                     | 1593          |                            |
| 3     | Район          | Инцзэ       | 迎泽区   | Yíngzé qū      | 490 000 | 117                     | 4188          |                            |
| 4     | Район          | Цзяньцаопин | 尖草坪区 | Jiāncǎopíng qū | 330 000 | 286                     | 1154          |                            |
| 5     | Район          | Ваньбайлинь | 万柏林区 | Wànbǎilín qū   | 500 000 | 305                     | 1639          |                            |
| 6     | Район          | Цзиньюань   | 晋源区   | Jìnyuán qū     | 180 000 | 287                     | 627           |                            |
| 7     | Городской уезд | Гуцзяо      | 古交市   | Gǔjiāo shì     | 210 000 | 1540                    | 136           |                            |
| 8     | Уезд           | Цинсюй      | 清徐县   | Qīngxú xiàn    | 300 000 | 607                     | 494           |                            |
| 9     | Уезд           | Янцюй       | 阳曲县   | Yángqǔ xiàn    | 140 000 | 2062                    | 88            |                            |
| 10    | Уезд           | Лоуфань     | 娄烦县   | Lóufán xiàn    | 120 000 | 1290                    | 93            |                            |

## Экономика

### Промышленность
В городе развиты чёрная металлургия, тяжелое машиностроение, химическая и легкая промышленность, здесь базируются металлургический комбинат Taiyuan Iron and Steel Group, завод грузовиков JMC Heavy Duty Vehicle (подразделение Volvo Trucks), завод 2-го НПО компании China Aerospace Science and Industry Corporation. В районе Тайюаня добывают уголь (Сишань), железную руду, известняк.

## Транспорт

### Авиационный
Коммерческие авиаперевозки городского округа обслуживает международный аэропорт Тайюань Усу.

### Железнодорожный
Важное значение имеют грузовые железнодорожные перевозки между Тайюанем и Центральной и Западной Азией, Южной и Восточной Европой.

## Культура
- Музей бронзы провинции Шаньси[8]

## Города-побратимы
- Ньюкасл, Великобритания
- Саратов, Россия
- Сыктывкар, Россия
- Хемниц, Германия
- Химедзи, Япония
- Лонсестон, Тасмания, Австралия
- Нашвилл (Теннесси), США
- Донецк, Украина
- Сен-Дени, Франция